# Disraeli Gears
Disraeli Gears — второй студийный альбом группы Cream, записанный с 11 по 15 мая в Нью-Йорке на американском лейбле Atco, отделе Atlantic Records, и выпущенный в ноябре 1967 года. Альбом достиг 5-й позиции в британском чарте и 4-го места в Америке, на нём представлены два новых сингла: «Strange Brew» и «Sunshine of Your Love» (второй из них считается лучшей композицией группы Cream за всё время существования).
В 2003 г. VH1 назвал Disraeli Gears 87-м из величайших альбомов всех времён. Он также занял 114 место в списке 500 лучших альбомов всех времён журнала Rolling Stone. В 2004 году альбом был выпущен в формате двухдискового специального издания, включавшего полный альбом в стерео и моно, демо, альтернативные версии и композиции, записанные на живом выступлении для радио BBC.

## Об альбоме
Альбом был записан в Atlantic Studios (Нью-Йорк) между 11 и 15 мая 1967. Запись продюсировал Феликс Паппаларди, который также стал соавтором песен "Strange Brew" и "World of Pain", звукоинженером был Том Дауд, который впоследствии работал с Клэптоном над альбомами Layla and Other Assorted Love Songs и 461 Ocean Boulevard. На записи также присутствовал Ахмет Эртегюн, один из создателей и владельцев лейбла звукозаписи Atlantic Records. По воспоминаниям Тома Дауда, записывающие сессии заняли всего три с половиной дня, американские визы участников группы истекали в последний день записи. С музыкальной точки зрения Disraeli Gears примечателен частичным отходом группы от своих блюзовых корней к более психоделическому звучанию.
По воспоминаниям Джинджера Бейкера, название альбома «Disraeli Gears» (которое дословно можно перевести как «Дизраэли двигается» или «механизмы Дизраэли») не имеет никакого отношения к известному английскому политику Дизраэли, возникло спонтанно благодаря случайной шутке, основанной на игре слов. В то время Эрик Клэптон подумывал о покупке гоночного велосипеда и обсуждал это с барабанщиком Джинджером Бейкером. Во время одного из таких разговоров кто-то произнёс сакраментальные слова «derailleur gears», имея в виду переключатель скоростей велосипеда. Однако Клэптону ошибочно послышалась фраза «Disraeli gears», которая так развеселила его и остальных участников группы, что было решено использовать её в качестве названия для нового альбома (первоначально музыканты собирались назвать этот альбом «Cream»).

## Обложка альбома
Огненная «психоделическая» обложка была сделана австралийским художником Мартином Шарпом. Во время их первой встречи в Лондон клубе Клэптон упомянул, что у него есть музыка, нуждающаяся в словах, Шарп записал сочинённое им стихотворение на салфетке и отдал Клэптону, который озаглавил его «Tales of Brave Ulysses». После этого Эрик Клэптон решил продолжить сотрудничество и пригласил Мартина на свою квартиру-студию, где и предложил ему оформить обложку нового, ещё не до конца записанного альбома Cream. Для создания обложки Шарп взял рекламную фотографию группы, вырезал оттуда только лица музыкантов, добавил вырезок из разных красочных книжек, разложил всё на квадратной картонке размером двенадцать на двенадцать дюймов и наклеил в виде абстрактного коллажа. Затем художник написал названия группы и альбома и раскрасил их разными флуоресцентными чернилами и красками. Шарп вспонимал:
Мне очень хотелось донести до зрителя всю теплоту электрического звучания их музыки, выразив её на картоне «экспрессивными» цветами.
Работа художника настолько понравилась музыкантам, что Клэптон пригласил Мартина и для оформления следующего альбома Cream — Wheels of Fire.
Позже эта обложка была использована для оформления бокс-сета Those Were the Days (1997).

## Список композиций
| №  | Название                | Автор(ы)                     | Вокал         | Длительность |
| -- | ----------------------- | ---------------------------- | ------------- | ------------ |
| 1. | «Strange Brew»          | Клэптон, Паппаларди, Коллинз | Клэптон       | 2:46         |
| 2. | «Sunshine of Your Love» | Брюс, Браун, Клэптон         | Брюс, Клэптон | 4:10         |
| 3. | «World of Pain»         | Паппаларди, Коллинз          | Клэптон, Брюс | 3:03         |
| 4. | «Dance the Night Away»  | Брюс, Браун                  | Брюс, Клэптон | 3:34         |
| 5. | «Blue Condition»        | Бэйкер                       | Бэйкер        | 3:29         |

| №  | Название                 | Автор(ы)                                      | Вокал                 | Длительность |
| -- | ------------------------ | --------------------------------------------- | --------------------- | ------------ |
| 1. | «Tales of Brave Ulysses» | Клэптон, Шарп                                 | Брюс                  | 2:46         |
| 2. | «SWLABR»                 | Брюс, Браун                                   | Брюс                  | 2:32         |
| 3. | «We're Going Wrong»      | Брюс                                          | Брюс                  | 3:26         |
| 4. | «Outside Woman Blues»    | Рэйнольдс, аранжировка - Клэптон              | Клэптон               | 2:24         |
| 5. | «Take It Back»           | Брюс, Браун                                   | Брюс                  | 3:05         |
| 6. | «Mother's Lament»        | народная, аранжировка - Клэптон, Брюс, Бэйкер | Бэйкер, Брюс, Клэптон | 1:47         |

## Позиции в чартах

### Альбом
Billboard (Северная Америка)
| Год  | Чарт       | Позиция |
| ---- | ---------- | ------- |
| 1968 | Pop Albums | 4       |
| 1977 | Pop Albums | 165     |

### Синглы
Billboard (Северная Америка)
| Год  | Сингл                   | Чарт        | Позиция |
| ---- | ----------------------- | ----------- | ------- |
| 1967 | «Sunshine of Your Love» | Pop Singles | 5       |

## Сертификации
| Регион                                                      | Сертификация | Продажи    |
| ----------------------------------------------------------- | ------------ | ---------- |
| Австралия (ARIA)                                            | Платиновый   | 70 000^    |
| Великобритания (BPI)                                        | Золотой      | 100 000^   |
| США (RIAA)                                                  | Платиновый   | 1 000 000^ |
| ^ Данные о тиражах приведены только на основе сертификации. |              |            |

## Участники записи
- Эрик Клэптон — соло- и ритм-гитара, вокал
- Джек Брюс — бас-гитара, фортепиано, вокал, губная гармоника
- Джинджер Бейкер — ударные, перкуссия, вокал